# 집중호우

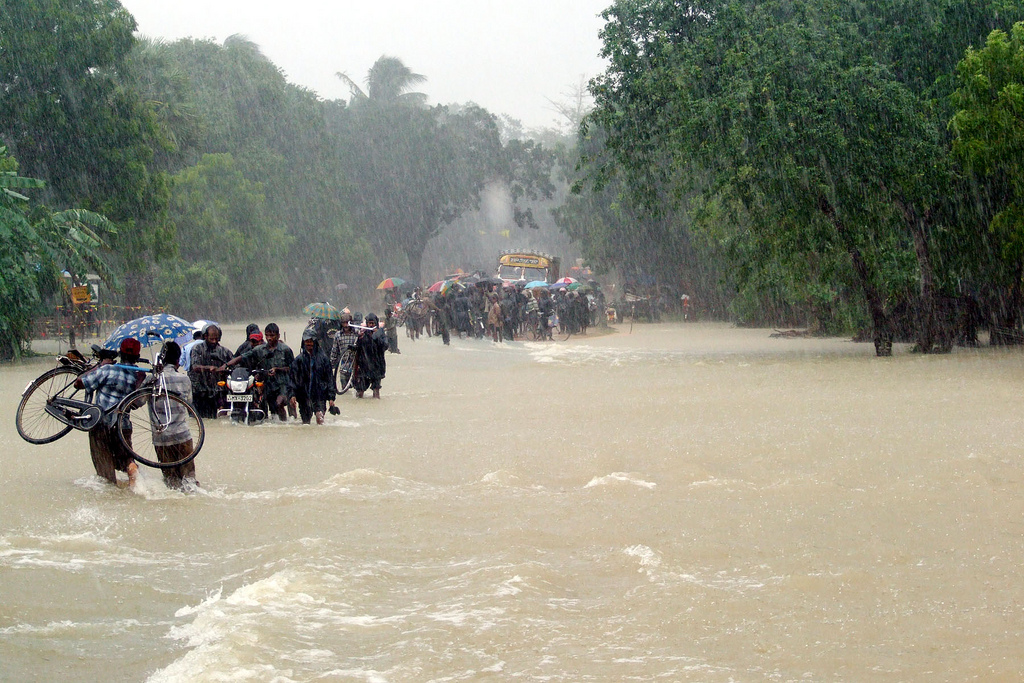
스리랑카 반니에서 사이클론 니샤로 인한 홍수로 대피하는 이재민들, 2008년 11월

집중호우(集中豪雨, 영어: cloudburst, heavy rainfall) 또는 폭우(暴雨, 영어: downpour), 대우(大雨, heavy rain), 큰비는 짧은 시간 동안에 좁은 지역에서 많은 양의 비가 내리는 현상을 가리킨다. 원래 집중호우라는 용어는 언론 보도 관계자들에 의해서 만들어졌지만, 점차 기상용어로 받아들여지고 있다. 장대비, 작달비로 순화하여 표현하기도 한다. 대한민국 기상청에서는 극한호우라는 단어로 표현하고 있다. 집중호우에 대한 정의는 명확하지 않으나, 일반적으로 1시간에 30mm 이상이나 하루에 80mm 이상의 비가 내릴 때, 연 강수량의 10% 정도의 비가 하루 동안에 내릴 때를 말한다. 집중호우의 지속 시간은 수십 분에서 수 시간 정도이며, 보통 반경 약 10~20km 정도의 비교적 좁은 지역에 집중적으로 내리고, 때로는 천둥번개를 동반하기도 한다. 태풍, 장마전선, 발달한 저기압, 고기압의 가장자리의 대기 불안정 등에 동반되어 2 ~ 3일간(기상이 더 나쁘면(특히 태풍의 경우) 3 ~ 7일간) 지속되기도 한다.

## 발생 원인 및 규모
주로 강한 상승기류에 의해 형성되는 적란운에서 발생한다. 적란운이 크게 발달하려면 풍부한 수증기 공급이 있어야 하며, 많은 수증기를 머금고 있는 공기가 상승할 수 있는 기상조건이 형성되어야 한다. 따라서 따뜻하고 습한 공기와 접하고 있는 해안 부근이나 공기가 모여들어 상승하기에 좋은 조건인 산악지형인 곳이 호우가 발생할 수 있는 가능성이 높은 지역이다. 그러나 성질이 다른 커다란 공기 덩어리가 만나는 경계면인 전선, 공기가 모여들어 강하게 상승하는 '수렴대' 등이 형성될 때는 지리적 여건과 상관없이 집중호우가 나타난다.
적란운이 짧은 시간 동안 비를 뿌리면 보통 '소낙성 강수'라고 말하지만, 이 구름이 한곳에 정체하여 계속 비가 내리면 집중호우가 되는 것이다. 이 구름은 수명이 1~2시간 정도밖에 되지 않으나, 주변의 기상조건이 맞으면 생성하고 소멸하는 과정이 수없이 반복되면서 며칠 동안 계속되는 때도 있다.

## 대한민국의 사례
대한민국은 1997년 이후 3년 연속 계속되는 집중호우로 수많은 인명피해와 재산피해를 내고 있다. 특히 1998년의 경우 전국에 걸친 집중호우가 휴가철과 겹쳐 339명의 사망자와 1조 2,478억 원의 재산 피해를 냈다. 더구나 경기 북부 지방은 3년 동안 계속하여 피해를 당하고 있어 대책이 시급한 실정이다. 다음은 대한민국에서 발생한 집중 호우 중 일부 사건을 소개한 것이다.

#### 1998년 지리산 집중호우
1998년 7월 31일부터 8월 1일까지 지리산 부근 지역에서 있었던 집중호우이다.
원인
한국이 북태평양 고기압 가장자리에 놓여 대기 불안정이 발생하였고, 중국 장강 부근으로부터 습윤한 남서기류가 지속적으로 유입되었으며, 지리산의 산악효과(지형효과)로 기류가 강제 상승되어 더욱 강한 호우가 발생하였다.
특징
짧은 시간 동안 많은 양의 비가 내렸고, 강한 호우가 좁은 지역에 집중적으로 내렸으며, 지역적인 편차가 매우 크게 나타났다.
기록
- 1시간 최다 강수량
  - 전라남도
    - 순천 : 145mm[1]
- 7월 31일부터 8월 1일까지의 총 강수량
  - 전라남도
    - 순천 233mm

  - 경상남도
    - 산청 : 203mm
    - 합천 : 140mm

재산·인명 피해
- 인명 피해 : 103명 (사망이 인정된 미수습 실종자 포함)
- 재산 피해액 : 1,442억원

#### 1998년 경기북부지방 집중호우
1998년 7월 31일부터 8월 2일까지 경기도 북부 지방에서 있었던 집중호우이다.
원인
한반도 남쪽에서의 난기 유입과 북쪽에서의 한기 남하로 중부지방에 강한 상승기류가 발생하였고, 1998년 제7호 태풍 올가에 의해 북태평양 고기압이 한반도에서 세력을 유지한 가운데 지속적인 남서기류의 유입이 있었다.
특징
강우대의 강약이 반복되면서 남북으로 진동하였고, 호우역이 넓고 강수지속시간이 길었으며, 강한 호우역이 중북부지방에 집중되었다.
기록
- 7월 31일부터 8월 2일까지의 총 강수량
  - 경기도
    - 동두천 : 725mm
    - 강화 : 586mm

  - 인천광역시
    - 인천 483mm

  - 서울특별시
    - 서울 : 471mm

재산·인명 피해
- 인명 피해 : 67명 (사망 57명, 실종 10명)
- 재산 피해액 : 1조 490억원[2]

#### 2001년 서울·경기지방 집중호우
2001년 7월 14일부터 8월 2일까지 서울과 경기 지방에서 있었던 집중호우이다.
원인
북태평양 고기압의 가장자리를 따라 고온다습한 강한 남서기류가 한반도 중부지방으로 유입되었고, 서해상에서 장마전선을 따라 좁고 강한 수렴대가 중부지방에 형성, 강한 비구름대가 발달하였으며, 한반도 북서쪽에서 상층 한기가 중부지방으로 이류되면서 대기의 불안정이 심화되었고, 중부지방 북동쪽에 고압대가 위치하여 장마전선에 의한 강우대가 북상하지 못하고 정체하였다.
특징
7월 14일 밤늦게부터 15일 새벽 사이에 짧은 시간 동안 서울·경기, 강원 북부 지방에 집중적으로 비가 내렸다.
기록
- 1시간 최다 강수량
  - 서울특별시
    - 서울 : 99.5mm[5]
- 일 최다 강수량
  - 서울특별시
    - 서울 : 273mm[6]
- 7월 14일부터 7월15일까지의 총 강수량
  - 서울특별시
    - 서울 : 310mm

  - 인천광역시
    - 인천 : 221mm

  - 강원도
    - 춘천 : 217mm

재산·인명 피해
- 인명 피해 : 66명 (사망 59명, 실종 7명)
- 재산 피해액 : 1816억원

#### 2010년 중부지방 집중호우
2010년 9월 21일, 수도권과 강원도를 중심으로 시간당 100mm가 넘는 비가 내려 주택이 침수되거나 지하철 운행이 중단되는 등 많은 피해를 기록하였다.

#### 2011년 중부지방 집중호우
2011년 7월 27일, 중부지방에 내린 집중호우로 서울의 강남지역과 광화문 일대, 한강 주변의 주요 도로가 침수되고, 서울 우면산과 춘천에서 산사태로 인해 여러 명이 사망하고 부상을 입는 등 인명피해가 발생하였다.

## 일본의 사례
일본에서는 호우가 자주 일어난다. 일반적으로 2020년 7월 일본 호우를 필두로 하여, 1982년에 있었던 나가사키 대수해 외에도 2018년 7월 일본 호우 등이 있다. 그래서 태풍, 장마전선 등의 영향이 일본에도 크게 미치는 요인이 있다.

## 중국의 사례
중국의 경우도 한반도, 일본 등과 비슷한 패턴이 있다. 그래서 중국에서는 2017년, 2020년에 걸쳐 대홍수가 났었던 사례가 있다.

## 같이 보기
- 아열대
- 홍수
- 머드플로우
- 비 (날씨)
- 폭풍
- 뇌우

## 참고 자료
- 《집중호우》, 기상청, 2002년 6월